# Realizm prawniczy
Realizm prawniczy – nurt realistyczny, ujmujący prawo jako zespół faktów psychicznych albo społecznych – definiujący prawo jako element realnego świata. Jest to rezultat sędziowskiego procesu wykładni i stosowania prawa. Kładzie nacisk na „prawo w działaniu” (ang. law in action), które jest ważniejsze niż „prawo w księgach” (ang. law in books). Odrzuca zarówno teorię prawa natury (ze względu na założenia metafizyczne), jak i pozytywizm prawniczy (ze względu na formalistyczne ujęcie prawa). Uznawany jest za część socjologicznej jurysprudencji.
Przedmiotem badania jest prawo działające w konkretnej empirycznej rzeczywistości, wywołujące określone, stwierdzalne, materialne skutki. Realizm prawny jest także określany mianem funkcjonalizmu.
Głównym reprezentantem tego nurtu był Karl Nickerson Llewellyn (1893–1962). Głosił on, że zadaniem prawoznawstwa jest badanie tego, jak rzeczywiście postępują sędziowie i obywatele w obrocie prawnym („prawo jest tym, co urzędnicy, sędziowie lub adwokaci robią ze swoimi sprawami”). Nie jest natomiast istotne to, według jakiego prawa (zawartego w księgach) powinni postępować, gdyż nie jest ono prawem rzeczywistym. Jednak pod koniec życia Llewellyn poddał krytyce te poglądy, uważając, że takie stanowisko może zmniejszać bezpieczeństwo prawne. Wskazał on na czynniki, które mają efektywnie przeciwdziałać temu, a mianowicie na kontradyktoryjność procesu i kontrolę instancyjną.
Można wyróżnić 2 nurty realizmu prawniczego:
PsychologicznyIstota prawa tkwi zatem w przeżyciach ludzkich – prawo jako zespół faktów psychicznych. Ludzie w rzeczywistości kierują się swoimi przeżyciami i emocjami, a nie aktami prawnymi. Jednym z przedstawicieli nurtu był Leon Petrażycki.
SocjologicznyPrzedstawiciele tej koncepcji (między innymi Karl Nickerson Llewellyn) koncentrują się na działaniu prawa (ang. law in action). Upatrują istoty prawa w zachowaniach ludzkich – prawo jako zespół faktów społecznych. Za prawo uważa się wzory postępowania ujawniające się w masowych, powtarzalnych zachowaniach ludzi lub w decyzjach określonych osób, które uznaje się za mające znaczenie prawne.

## Historia
Początki realistycznych tendencji sięgają niemieckiej i francuskiej filozofii prawa XIX wieku. Prekursorami nurtu byli we Francji – F. Geny, natomiast w Niemczech H. Kantorowicz, E. Fuchs, E. Ehrlich oraz P. Heck. F. Geny ogłosił w 1899 roku pracę „Methode d’interpretation et sources en droit privé positif”. Skrytykował w niej kontynentalny pozytywizm prawniczy. Stwierdził, że pozytywizm niesłusznie uznaje prawo stanowione za jedyne źródło prawa. Sprzeciwił się także pozytywistycznej tezie, że wykładnia prawa ma ściśle logiczny – algorytmiczny charakter. Geny postulował, że przy interpretacji prawa należy obok prawa stanowionego (ustawy) uwzględnić trzy inne źródła:
1) zwyczaje,
2) autorytet – ugruntowany przez orzecznictwo sądowe i uniwersyteckie nauczanie prawa,
3) nieskrępowane dociekania sędziego.
Określenie szkoły wolnego prawa lub szkoły wolnego orzecznictwa (Freirechtslehre lub Freirechtsbewegung) używa się najczęściej w odniesieniu do poglądów niemieckich filozofów: H. Kantorowicza, E. Fuchsa oraz E. Ehrlicha. Broszura programowa H. Kantorowicza pt. „Der Kampf um die Rechtswissenschaft”, wydana w 1906 r. przedstawiała założenia programowe. Autorzy uznawali socjologicznie zorientowaną naukę prawa. Odrzucali filozofię metafizyczną. Odrzucali pozytywistyczną jedność ustawy i prawa. Prawem społeczeństwa są reguły tworzące się spontanicznie i funkcjonujące w świadomości społecznej jako „żywe prawo”. Głosili, iż sędzia powinien posiadać wolność i autonomię. Obok norm o charakterze ustawowym istnieją także normy „prawa sędziowskiego” (precedensowe orzeczenia), normy moralne i normy prawa zwyczajowego.
Z nurtu realizmu prawnego można wyróżnić najbardziej znane rodzaje: realizm polsko-rosyjski, realizm amerykański i realizm skandynawski.

### Psychologiczna teoria prawa Leona Petrażyckiego
Za uznaniem psychologicznej teorii praw Leona Petrażyckiego jako realistycznej, przemawia jego pogląd, że porządna teoria naukowa powinna być wolna od spekulacji i zbędnego racjonalizmu, czyli apriorycznych i przyjmowanych na wiarę założeń. Przedmiotem naukowego poznania powinny być tylko takie klasy zjawisk, do którzy można stworzyć teorię adekwatną, czyli taką, w której to, co się wypowiada jest prawdziwe w stosunku do całej klasy i tylko do niej. Punktem wyjścia jego koncepcji jest wykład zasad metodologii ogólnej, by na jej podstawie zbadać zjawiska takie jak prawo i moralność. Warunkiem stworzenia adekwatnej teorii tych zjawisk jest budowa nowej koncepcji psychologicznej, czyli psychologii emocjonalnej. Petrażycki proponuje nowy podział doktryny psychologicznej. Od jednostronnych przeżyć takich jak poznanie, uczucia, wola dodatkowo wyróżnia przeżycia psychiczne mające dwustronny, pasywno-aktywny charakter. Nazywa je emocjami. Można je odkryć poprzez zabieg introspekcji i świadomych podrażnień. Emocje stanowią podstawą klasę zjawisk psychologicznych, ponieważ maja kluczowy wpływ na nasze zachowanie i działanie. Dlatego prawo i moralność możemy analizować tylko w kategoriach psychologii emocjonalnej. Klasyfikując pobudki postępowania Petrażycki rozróżnia emocje etyczne o zasadniczym charakterze, będące również emocjami „obowiązku”. Występuje w nich podział na emocje moralne i prawne. Te pierwsze mają charakter jednostronnie-imperatywny, wyłącznie zobowiązujący. Drugie posiadają charakter imperatywno-atrybutywny, czyli uprawniający-zobowiązujący. Ostatecznie prawo w znaczeniu odrębnej klasy zjawisk realnych będziemy rozumieć jako przeżycia etyczne, których emocje posiadają charakter atrybutywny. Wszelkie inne przeżycia etyczne będziemy nazywali zjawiskami moralnymi i zaliczymy je do moralności.

### Realizm amerykański
Został stworzony przez prawników w Stanach Zjednoczonych w I połowie XX w. Główne postulaty tej formacji odnosiły się do badania prawa rzeczywiście istniejącego, a nie teorii jego ideału. Założeniem realizmu amerykańskiego jest zmienność prawa i jego kształtowanie odbywa się na podstawie analizy orzecznictwa sądów. Do głównych założeń realizmu amerykańskiego należą podział na books law i law in action, czyli prawo spisane, zawarte w dokumentach (ang. books law) miało być zależne od orzecznictwa sądów (ang. law in action). Na koncepcji tej bazowała późniejsza teoria bad man – człowiek nie jest ciekawy założeń prawa, a rzeczywistych orzeczeń sądów. Nawet jeśli nie interesują go etyczne podstawy wykształcania się norm prawnych uznawanych przez społeczeństwo, będzie za nimi podążał w celu uniknięcia kary pieniężnej. Realizm amerykański obala mitycznie fundamentalną rolę reguł w systemie prawa. Istnienie norm i reguł nie determinuje konkretnego rozstrzygnięcia. Zakłada koncentrację na faktach, które warunkują decyzję sędziego – i to na nich, a nie na normach prawnych, należy skupić się podczas analizy systemu prawnego. Realizm amerykański skupiał najważniejsze uniwersyteckie ośrodki prawnicze Harvardu, Yale i Columbii. Do jego głównych przedstawicieli należeli Oliver Wendell Holmes Jr., Jerome Frank, Thomas Grey i Karl Llewellyn.

### Realizm skandynawski
To rodzaj realizmu prawniczego, będący połączeniem realizmu amerykańskiego, szkoły psychologicznej i szkoły socjologicznej, kładący nacisk na funkcjonowanie prawa w społeczeństwie. Zajmował się analizą społeczną skutków norm prawnych oraz badał aspekty psychologiczne prawa. Podkreślał istotę zachowania ludzi oraz ich przeżycia psychiczne, które bezpośrednio oddziałują na prawo. Negował metafizykę prawa naturalnego i definiował prawo jako pojęcie wieloznaczne i szerokie, jednocześnie kładąc nacisk na możliwość empirycznego zbadania prawa. Według realizmu skandynawskiego prawo jest faktem psychicznym, który należy rozpatrywać globalnie, czyli ogólnospołecznie, a samo obowiązywanie prawa jest stopniowalne – im bardziej określona norma jest przestrzegana przez organy państwowe, tym bardziej jest obowiązująca. Do głównych przedstawicieli realizmu skandynawskiego należy Axel Hagerstöm.